# Androcharta stretchii
Androcharta stretchii är en fjärilsart som beskrevs av Butler 1876. Androcharta stretchii ingår i släktet Androcharta och familjen björnspinnare. Inga underarter finns listade i Catalogue of Life.